# Els pitjors
Els pitjors (títol original en francès Les Pires) és una pel·lícula dramàtica francesa del 2022 dirigida per Lise Akoka i Romane Guéret. La pel·lícula es va estrenar al 75è Festival Internacional de Cinema de Canes, on va guanyar el Premi Un Certain Regard. Ha estat subtitulada al català.

## Argument
La pel·lícula explica darrere de les escenes d'un rodatge al nord de França. Un director de cinema tria rodar a la ciutat de Picasso, a Boulogne-sur-Mer. Envia un càsting buscant personalitats atípiques: joves en abandó escolars malalts de TDAH, nens acollits, joves que marxen de casa... Tria dues noies i dos nois, Lily, Maylis, Jessy i Ryan. Tothom està sorprès d'aquesta elecció: per què només es va endur "el pitjor"? Les associacions locals estan preocupades per les esperances impossibles que representa la vida fàcil d'un equip de filmació, el cineasta està preocupat per reforçar els estereotips que volia denunciar.
La pel·lícula retrata els seus herois. Criat per la seva germana, Ryan pateix un trastorn per dèficit d'atenció amb hiperactivitat i no pot fer front a l'entorn escolar malgrat l'ajuda del seu assistent de vida. La Lily passa d'un noi a un altre i descobrim que està debilitada per la mort del seu germà, que va morir de càncer. Maylis, molt poc expansiva, es pregunta sobre la seva participació en el rodatge. Jessy, finalment, fa de provocador però també amaga defectes.

## Repartiment
- Mallory Wanecque com a Lily
- Timéo Mahaut com a Ryan
- Johan Heldenbergh com a Gabriel
- Loïc Pech com a Jessy
- Melina Vanderplancke com a Maylis
- Esther Archambault com a Judith
- Matthias Jacquin com a Víctor
- Angelique Gernez com a Melody
- Dominique Frot com a àvia de Ryan
- Rémy

## Producció
Akoka i Gueret havien fet anteriorment un curtmetratge, Chasse Royale, que tractava de la pràctica del càsting cinematogràfic. Després d'això, van decidir crear una història sobre la producció cinematogràfica.

## Estrena
Les Pires es va estrenar el 22 de maig al 75è Festival Internacional de Cinema de Canes, on va guanyar el Premi Un Certain Regard. Es va estrenar a les sales de cinema a França el 7 de desembre de 2022.

## Recepció

### Resposta crítica
Al lloc web de l'agregador de ressenyes Rotten Tomatoes, la pel·lícula té una puntuació d'aprovació del 100% basada en 27 ressenyes, amb una puntuació mitjana de 7,5/10. Metacritic va assignar a la pel·lícula una puntuació mitjana ponderada de 76 sobre 100, basada en 5 crítics, indicant "crítiques generalment favorables".

### Premis i nominacions
| Any  | Premi / Festival                                | Categoria                                                    | Receptor(s)                                              | Resultat  | Ref.   |
| ---- | ----------------------------------------------- | ------------------------------------------------------------ | -------------------------------------------------------- | --------- | ------ |
| 2022 | 75è Festival Internacional de Cinema de Canes   | Premi Un Certain Regard                                      | Lise Akoka i Romane Gueret                               | Guanyador | [ 3 ]  |
| 2022 | Festival de Cinema de Sarlat                    | Millor actriu                                                | Mallory Wanecque                                         | Guanyador | [ 7 ]  |
| 2022 | Festival des Avant-premières de Cosne sur Loire | Millor actriu                                                | Mallory Wanecque                                         | Guanyador | [ 8 ]  |
| 2022 | Festa del Cinema de Roma                        | Premi Do-Cine Rising Star al millor actor jove internacional | Mallory Wanecque                                         | Guanyador | [ 9 ]  |
| 2023 | Paris Film Critics Awards                       | Millor primera pel·lícula                                    | Lise Akoka i Romane Gueret                               | Nominat   | [ 10 ] |
| 2023 | Paris Film Critics Awards                       | Millor revelació femenina                                    | Mallory Wanecque                                         | Nominat   | [ 10 ] |
| 2023 | Premis César                                    | Millor primera pel·lícula                                    | Marine Alaric, Frédéric Jouve, Lise Akoka, Romane Gueret | Nominat   | [ 11 ] |
| 2023 | Premis César                                    | Millor actriu revelació                                      | Mallory Wanecque                                         | Nominat   | [ 11 ] |
| 2023 | Festival de Cinema de Cabourg                   | Prix Premier Rendez-Vous                                     | Mallory Wanecque                                         | Guanyador | [ 12 ] |